# Illegaler Drogenhandel in Haiti
Illegaler Drogenhandel in Haiti ist aufgrund unkontrollierter Grenzen, Küsten, Häfen und Flugplätze sowie der internen Instabilität und grassierenden Korruption ein wichtiger Transitweg für Drogen auf dem Weg von Süd- nach Nordamerika. Kriminelle Organisationen transportieren Kokain auf dem See- oder Luftweg nach Haiti und lagern es vor Ort, bevor es mit kleinen Schiffen nach Puerto Rico, Miami oder Kanada und auch nach Europa verschifft oder auf dem Landweg in die Dominikanische Republik transportiert wird. Ferner ist Haiti sowohl ein Transit- als auch ein Herkunftsland für Cannabis. Lokale Produzenten beliefern den heimischen Markt, der allerdings wegen mangelnder Kaufkraft des Großteils der Bevölkerung klein ist.

## Entwicklung
Haiti wurde Mitte der 1980er Jahre von den internationalen Drogenhändlern als Umschlagplatz für Kokain systematisch erschlossen. In den Jahren 1985 bis 1987 kam es zu einer Konsolidierung der Netzwerke, die von den kolumbianischen Drogenhändlern genutzt wurden. Die Drogenhändler setzten in Haiti auf mehrere unterschiedliche und komplementäre Strategien. Zu diesen Strategien gehörte der Kauf legaler Unternehmen, die als Fassade dienten, der Kauf von Schutz durch Militäroffiziere, die Anwerbung von Militäroffizieren als Partner und die Nutzung des haitianischen Territoriums als Basis für Handels- und Lageroperationen.
Gabriel Taboada vom kolumbianischen Medellin-Kartell sagte im Jahr 1994 in einer Untersuchung des US-Senats aus, im Jahr 1984 habe Michel François, damals Leiter der haitianischen Polizei, bei einem Besuch in Medellin ein Abkommen („deal“) geschlossen, aufgrund dessen bis zum Jahr 1999 rund 35 Tonnen Kokain unter dem Schutz der Sicherheitsbehörden Haiti passierten. François baute für die Einfuhr der Drogen eine Landepiste für Kleinflugzeuge auf den Besitzungen eines befreundeten Offiziers der damaligen Streitkräfte Haitis und verdiente an der Vereinbarung zwischen einer und vier Millionen US-Dollar.
Zu den häufigsten Einfuhrorten für Drogen gehören Hinche und Jacmel, Port-au-Prince und Cap-Haitian im Norden. Zu den wichtigsten Grenzübergängen für den Transit von Drogen aus dem Land gehören der Grenzübergang zur Dominikanischen Republik bei Malpasse sowie weniger überwachte Nebenrouten durch das bergige Gelände im Süden Haitis. Die Ware gelangt direkt in Containern oder über mit GPS-Etiketten versehene Pakete nach Haiti, die von schnellen, kleinen Booten vor der Küste abgeholt und dann in privaten Häfen oder Küstengebieten entladen werden, um auf dem Landweg zur Grenze der Dominikanischen Republik transportiert zu werden.
Mehrere Faktoren machen Haiti weiterhin zu einem Magneten für den Drogenumschlag. Zum einen fehlt es dem Land an einer wirksamen Seekontrolle. Die haitianische Küstenwache (HCG) besteht aus weniger als 200 Beamten und hat eine Flotte von einem Dutzend Schiffen, von denen Berichten zufolge nur eines einsatzbereit ist, vier repariert werden müssen und sieben nicht mehr funktionsfähig sind. Die Drogenbekämpfungsbehörde des Landes (BLTS) verfügt nur über ein einziges funktionsfähiges Boot für die Verfolgung von Tätern auf See. Den Zollbeamten fehlt es an Fernscannern und Röntgengeräten, was die Prüfung eingehender Fracht einschränkt. Während Länder wie die USA, Kanada und Frankreich in die Stärkung der lokalen Zoll- und Polizeikapazitäten, insbesondere im Norden des Landes, investiert haben, fehlt es Haiti an einer sinnvollen Überwachungs- und Patrouilleninfrastruktur an der Grenze. Die anhaltend hohe Kokainproduktion in den Herkunftsländern und der wachsende Einfluss der Banden in Haiti sind weitere Faktoren, die darauf hindeuten, dass die Police Nationale (PNH) nur einen bescheidenen Anteil der durch das Land geschleusten Drogen erfasst.

## Verstrickung haitianischer Politiker
Die politischen und wirtschaftlichen Eliten Haitis sind seit langem in den Drogenhandel verwickelt und standen und stehen in Verbindung mit den für die interne Instabilität verantwortlichen Banden.
Beschuldigungen wegen Schmuggels und Bandenverbindungen wurden auf höchster Ebene der haitianischen Regierung erhoben. Vier ehemalige haitianische Senatoren wurden von den USA wegen angeblichen Drogenhandels sanktioniert, ebenso wie mehrere frühere Präsidenten und Premierminister von Haiti, die angeblich von den Banden des Landes Geld annahmen. Sie gehören zu dem, was ein Bandenführer als die „Oligarchen“ des Landes bezeichnete, die in der Vergangenheit lokale Banden gegründet und bewaffnet haben, um ihre Vollstrecker zu werden, während sie von Wirtschaftskriminalität profitierten.
Der Leiter der Menschenrechtsorganisation RNDDH, Pierre Esperance, formulierte: „Noch vor zwei Jahren lief der Schmuggel über offizielle Kanäle, und das war so, weil alle korrupt waren“.
Am 19. August 2024 hat das US-Finanzministerium Sanktionen gegen den ehemaligen Präsidenten von Haiti, Michel Martelly, verhängt. Ihm wurde vorgeworfen, systematisch seinen Einfluss missbraucht zu haben, um den Handel mit gefährlichen Drogen, einschließlich Kokain, die für die Vereinigten Staaten bestimmt waren, zu erleichtern. Darüber hinaus soll Martelly an der Wäsche illegaler Drogenerlöse beteiligt gewesen sein, mit haitianischen Drogenhändlern zusammengearbeitet haben und mehrere in Haiti ansässige Banden unterstützt haben. Martelly war bereits am 17. November 2022 von der kanadischen Regierung mit Sanktionen belegt worden.

## Gegenmaßnahmen
Im September 1996 unterzeichnete Haiti eine Vereinbarung mit den USA über die finanzielle Unterstützung für die haitianische Küstenwache und die Unterstützung bei sicherheitsrelevanten Maßnahmen am Flughafen und in den Seehäfen von Port-au-Prince. Die haitianische Zollbehörde nahm an Schulungen der US-Zollbehörde zum Thema Drogenbekämpfung in Flughafenanlagen teil. Die Drogenkontrolle am Flughafen wurde auf die Fluggesellschaften und ihr Sicherheitspersonal verlagert, die Verdächtige an die PNH übergeben sollten. Um die Effizienz der PNH zu erhöhen, wurden im Laufe des Jahres fünfundsiebzig Mitglieder der Drogenbekämpfungseinheit ausgewählt, die eine Zusatzausbildung erhielten.
Die Küstenwache nahm ihre Tätigkeit im August 1996 auf und stellte bei ihren Einsätzen größere Mengen Kokain sicher (insgesamt 938 kg in den ersten zwei Monaten ihrer Tätigkeit). Präsident René Préval begann eine Anti-Korruptions-Kampagne, die auch die Korruption im Drogenbereich einschloss. So ließ Préval einen Richter verhaften, weil dieser einen mutmaßlichen dominikanischen Drogenhändler freigelassen hatte. Er entließ einen anderen Richter wegen Unregelmäßigkeiten in Fällen im Zusammenhang mit Betäubungsmitteln. Haiti begann mit den USA über ein bilaterales Abkommen zur Bekämpfung der Drogenkriminalität im Seeverkehr Gespräche zu führen. Wegen der politischen Instabilität Haitis, die nach den gescheiterten Parlamentswahlen des Jahres 1997 eintrat, kam das Abkommen zunächst nicht zustande.
Erst im Dezember 2000 ratifizierte das haitianische Parlament ein Abkommen über die Zusammenarbeit mit den Vereinigten Staaten im Seeverkehr, das am 5. November 2002 in Kraft trat. Ein weiteres Abkommen wurde am 15. Mai 2002 geschlossen und hatte die Unterstützung bei der Drogenbekämpfung zum Inhalt. Haiti unterzeichnete außerdem am 10. April 2003 das Abkommen über die Zusammenarbeit bei der Unterdrückung des illegalen Handels mit Suchtstoffen und psychotropen Substanzen auf dem See- und Luftweg im karibischen Raum.
Zu den wichtigsten Zielen bei der Bekämpfung der illegalen Drogenströme gehörten die Verbesserung der Effizienz der haitianischen Strafverfolgungs- und Justizbehörden und die Verfolgung von Drogenhändlern in Haiti. Um diese Ziele zu erreichen, müsste die PNH geschult und ausgerüstet werden.
Haiti wird international vorgeworfen, keine ausreichenden Maßnahmen zu ergreifen, um den illegalen Drogenhandel zu unterbinden. Haiti erklärt, der Grund dafür seien unzureichende Ressourcen. Für Haiti haben Drogenbekämpfungsangelegenheiten jedoch eine geringere Priorität als Belange der sozialen Ordnung und der öffentlichen Sicherheit.